# Boštjanov let
Boštjanov let je roman Florjana Lipuša, ki je izšel leta 2003 pri založbi Litera.
Florjan Lipuš v romanu Boštjanov let opisuje življenje občutljivega otroka Boštjana, ki živi v neprijaznem koroškem okolju. Ozadje zgodbe je postavljeno v čas druge svetovne vojne, ko so s samotnega doma v hribih nekega dne Nemci v koncentracijsko taborišče odpeljali Boštjanovo mater, ki se ni več vrnila. Nasilni odgon matere se je zarezal v duševnost takrat šestletnega Boštjana. Zaradi te travme se je zaprl vase, vedno ga je spremljal strah in odtujil se je od ljudi.
Drugi del njegove zgodbe se iz otroštva pomakne v mladostništvo. Preživlja ga v novem domu v dolini pri očetu drvarju, ki se je vrnil s fronte in si našel drugo ženo. Oče Boštjanu ni olajšal izgube matere in ni nadomestil njene ljubezni, pač pa mu je ukazoval, ga izkoriščal za delo in tepel. Tako se je Boštjan v surovem okolju garaštva znova prebijal skozi mračno in težko pot, vendar mu je v tej temi svetil žarek ljubezni do Line. Toda lepa Lina je bila dekle iz višjega kmečkega stanu, zato mu je bila po vseh pravilih in navadah soseske prepovedana. 
A Lino je Boštjan potegnil vase z veliko čustveno močjo, saj je realiziral svojo ljubezen do nje in v njej videl rešitev. Na koncu besedila lahko beremo: »Matere še ni odžaloval, z Lino bo odžalovana.« Boštjanov let je tako roman, ki let simbolno opiše kot rešitev ali osvoboditev zatrtosti in travme.